# Chimps: So Like Us
Chimps: So Like Us er en amerikansk dokumentarfilm fra 1990 af Karen Goodman og Kirk Simon.